# Левычино
Левычино (Левычево) — упразднённая в 2004 году деревня в Воскресенском районе Московской области России. Вошла в черту рабочего посёлка имени Цюрупы. 

## Топоним
Упоминается в Писцовой книге Коломенского уезда 1577—1578 годов как деревня Левыченская. Позднее известна также как Левычино/ Левычево.

## География
Первое описание находится в Писцовой книге 16 века:
«Деревня Левыченская по обе стороны речки Перхуровки…».
На карте 1926 года речка именуется Перфиловка, в 21 веке не имеет названия на картах.

## История
В эпоху Ивана Грозного землями владел Василий Степанович Собакин. Впоследствии они перешли во владение Николо-Угрешского монастыря.
До упразднения уездно-губернского деления входило в состав Ашитковской волости Бронницкого уезда Московской губернии
В 1918(1919)-1958 годах деревня возглавляла Левычинский сельсовет.
После его упразднения деревня перешла в Знаменский сельсовет.
28 января 1977 года Знаменский сельсовет был упразднён, Левычино перешло в административное подчинение рабочему посёлку имени Цюрупы.
В 2004 году деревня упразднена и официально вошла в состав посёлка имени Цюрупы.

## Инфраструктура
Личное подсобное хозяйство с зоной сельскохозяйственного использования, индивидуальная застройка усадебного типа.
Школа.

## Транспорт
Остановка общественного транспорта «Левычино».